# Mycomya natalensis
Mycomya natalensis är en tvåvingeart som beskrevs av Vaisanen 1994. Mycomya natalensis ingår i släktet Mycomya och familjen svampmyggor. Inga underarter finns listade i Catalogue of Life.